# Lipotriches andrenina
Lipotriches andrenina är en biart som först beskrevs av Cockerell 1911.  Lipotriches andrenina ingår i släktet Lipotriches och familjen vägbin. Inga underarter finns listade i Catalogue of Life.